# Plastic Design Collection
De Plastic Design Collection (voorheen het Plasticarium) is een verzameling van het Design Museum Brussel opgericht door verzamelaar Philippe Decelle, bestaande uit voorwerpen vervaardigd met kunststof, waaronder meubels van bekende ontwerpers. De verzameling geeft een overzicht van het gebruik van plastic uit de periode tussen 1960 en 1973 en toont hoe de plasticcultus hip was in die tijd.

## Toelichting
De verzameling omvat iets meer dan duizend verschillende voorwerpen uit kunststof, voornamelijk plastic uit de jaren 70 van de 20e eeuw, toen plastic nieuw en in opkomst was. Ontwerpers konden toen hun fantasie meer de vrije loop laten dankzij dit nieuwe materiaal.
Onder meer bevat het het eerste meubel dat volledig uit plastic vervaardigd werd uit 1960. De verzameling bestaat uit werk van bekende ontwerpers, zoals de Panton Chair van Verner Panton en de eerste uitvoeringen van meubels van Joe Colombo, Eero Aarnio, Philippe Starck en Charles Kaisin. Ook het bekende merk Tupperware vindt men er terug.

## Locatie
De verzameling heeft tegen eind 2014 een vaste stek gekregen in het toen nieuwe Design Museum Brussel, vlak bij het Atomium aan de Heyzelvlakte, in een deel van het Trade Mart. Het museum beschikt over 5000 m² om de collectie te ontsluiten.